# Uniforme de la selección de fútbol de Albania
La selección de fútbol de Albania, durante toda su historia ha usado los colores rojos y negros, haciendo referencia a su bandera. Su uniforme se vio conformado por una camiseta roja, pantalones y medias negras cuando jugaban de local. De visitante usualmente han utilizado una camiseta blanca con diseños negros y rojos.

## Proveedores
Albania fue vestida por Adidas, Uhlsport, Puma, Umbro, Legea y por Macron desde 2016.
| Firmas   | Periodo         |
| -------- | --------------- |
| Adidas   | 1980-1991       |
| Uhlsport | 1992-1995       |
| Puma     | 1996-2004       |
| Umbro    | 2004-2008       |
| Nike     | 2008-2010       |
| Legea    | 2010-2011       |
| Adidas   | 2011-2016       |
| Macron   | 2016-Actualidad |

## Evolución del uniforme

### Local
| 1946 | 1970 | 1980-84 | 1986-87 | 1990-92 | 1992-94 | 1994-95 | 1996-98       |
| 1998 | 2000 | 2002-04 | 2005-06 | 2006-08 | 2010    | 2015    | Eurocopa 2016 |
| 2017 | 2020 | 2023-24 |         |         |         |         |               |

### Visitante
| 1987-88       | 1990-91 | 1994–96 | 2005-06 |
| 2006-08       | 2008    | 2010    | 2015    |
| Eurocopa 2016 | 2017    | 2020    | 2023–24 |

### Alternativos
| 1993 (vs. Dinamarca) | 2015 | Eurocopa 2016 | 2017 | 2023 |